# Đình Long Thanh
Đình Long Thanh, hiệu là Long Thanh Miếu Vũ (chữ Hán: 龍清廟宇), hiện tọa lạc bên bờ sông Long Hồ, thuộc khóm 4, phường 5, thành phố Vĩnh Long, tỉnh Vĩnh Long (Việt Nam); cách trung tâm thành phố Vĩnh Long khoảng 3 km. Ngôi đình này đã được xếp hạng di tích lịch sử-Văn hóa cấp quốc gia ngày 25 tháng 3 năm 1991 .

## Lịch sử
Sau khi người của năm họ là Mai, Hồ, Mạc, Võ, Đoàn và nhiều lưu dân khác đến vùng này khai phá, rồi thành lập thôn Long Thanh, thì đình Long Thanh được dựng lên để thờ Thần hoàng làng. Lúc bấy giờ vào khoảng năm 1754. Ban đầu, ngôi đình được cất bằng cây lá tại vàm Bùng Binh, thuộc ấp Hưng Long.
Năm 1844, ông Nguyễn Văn Khiêm, một người hảo tâm trong làng, thấy vị trí ngôi đình này không thuận lợi nên cúng một sở đất khoảng 2 ha nằm bên bờ sông Long Hồ (tức vị trí ngày nay) để dời ngôi đình về đây. Lần xây dựng này cũng chỉ bằng cây gỗ, gạch ngói, mặc dù quy mô có khá hơn ngôi đình trước.
Ngày 19 tháng 11 năm Tự Đức thứ năm (1852), Thần hoàng làng Long Thanh được triều đình Huế cấp sắc là: Bổn cảnh Thành Hoàng chi Thần, kèm theo mỹ tự là: Quảng hậu, Chánh trực, Hựu thiện, Đôn ngưng chi Thần.Hiện Sắc phong này được thờ tại nhà ông Hồ Bình Thảo là hậu duệ của dòng họ Hồ. 
Năm 1913, nhờ sự đóng góp to lớn của bà Nguyễn Thị Mai, đình Long Thanh được tái thiết toàn bộ bằng gạch ngói, và chính thức đổi hiệu là Long Thanh Miếu Vũ.

## Kiến trúc, thờ cúng
Đình Long Thanh có kết cấu gồm năm căn nóc hình chóp, làm theo kiểu trùng thiềm điệp ốc (tức mái chồng lên nhau, nhà nối liền nhà), gồm: phía trước là võ quy và võ ca, chính giữa là chính tẩm, phía sau là nhà khách, phía bên tả là nhà bếp.
Chính tẩm làm theo kiểu tứ trụ, có tám kèo đấm và tám kèo quyết. Vị thần được thờ chính ở đây là Thành hoàng bổn cảnh. Ngoài ra, nơi đây phối thờ Quốc Tổ Hùng Vương, Tả Hữu Ban liệt vị, thần Bạch Mã Thái Giám. Hậu cung thờ các vị tiền hiền, hậu hiền, là những người có công xây dựng và phát triển xóm làng. Trước sân đình có đàn thờ Thần Nông, hai miếu thờ thần Bạch Hổ và Ngũ Hành Nương Nương.
Nội điện đình được trang hoàng nhiều bao lam (cửa võng), hoành phi, câu đối, long trụ,... với nét chạm tinh tế, sơn son thếp vàng rực rỡ. Các hương án, khánh thờ, tự khí cũng như thế. Đặc biệt ở gian giữa của đình có treo bức hoành khắc bốn chữ "Long Thanh miếu võ" rất đẹp, đã từng được đem đi triển lãm và đạt huy chương đồng tại hội chợ các nước thuộc địa năm 1922 ở Marseille (Pháp) .
Hằng năm tại đình Long Thanh có hai ngày lễ lớn: lễ Hạ Điền vào ngày 14 và 15 tháng 3 âm lịch và lễ Thượng Điền ngày 16 và 17 tháng 10 âm lịch